# Daniel Sarmiento
Daniel Sarmiento Melián (Las Palmas de Gran Canaria, Kanarski otoci, Španjolska, 25. kolovoza 1983.) je španjolski rukometaš i nacionalni reprezentativac. Sarmiento trenutno nastupa za Barcelonu s kojom je 2011. osvojio španjolsko prvenstvo i Superkup te rukometnu Ligu prvaka.
Igrač je sa Španjolskom 2012. na Europskom prvenstvu u Srbiji bio četvrti.

## Vanjske poveznice
- Daniel Sarmiento (de.Wiki)
- Daniel Sarmiento Melián (en.Wiki)
- Dani Sarmiento (es.Wiki)